# São Bernardo do Campo
São Bernardo do Campo és un municipi brasiler de l'estat de São Paulo, a la mesoregió Metropolitana de São Paulo. La superfície total del municipi és de 408.45 quilòmetres quadrats i la seva població d'acord amb l'IBGE, 765,203 habitants cens del 2010, en resulta una densitat de 1.873,4 habitants per km². La ciutat posseeix aquest nom en honor de São Bernardo de Claraval, el Sant patró de la ciutat.

## Geografia
Es troba a la part superior de la Serra do Mar, l'altiplà de l'Atlàntic té una superfície de 408.45 quilòmetres quadrats, i la seva altitud varia entre els 60 metres sobre nivell del mar, a la cruïlla del riu Passareúva amb el riu Pilões (peu de la Serra) fins als 986,5 metres, al Pic Bonilha al barri Montanhão.

## Economia
Des de la dècada de 1950, la ciutat ha basat la seva economia en la indústria de l'automòbil - seu dels fabricants d'automòbils al Brasil com Volkswagen, Ford, Scania, Toyota, Mercedes-Benz, Karmann Ghia - a més de les indústries de components com ara indústries de pintura, com la BASF, que produeix pintures Suvinil, i la major fàbrica de dentífrics del món Colgate-Palmolive.